# Мартин канадський
Мартин канадський (Chroicocephalus philadelphia) — вид сивкоподібних птахів родини мартинові (Laridae). Латинська назва «philadelphia» дана описувачем цього виду Джорджем Ордом з Філадельфії, ймовірно тому, що саме там він знайшов цей вид.

## Опис
Розмір тіла — 28-38 см в довжину, розмах крил — 76-84 см, вага — 160—270 г..

## Поширення
Вони мешкають поблизу боліт і озер в хвойних лісах у Західній Канаді і на Алясці.

## Спосіб життя
Невеликий граційний мартин, що зимує поблизу людей, але гніздиться у видалених районах тайги і тундри. Крім того, єдиний мартин, яка гніздиться на деревах. Ці мартини мігрують з півночі на південь і зі сходу на захід американського континенту і навіть залітають іноді в Західну Європу.
Мартини на льоту підхоплюють здобич з поверхні води: рибу, ракоподібних, комах. Під час шлюбного сезону вони поїдають багато комах, часто ловлячи їх на льоту. На відміну від інших видів мартинів, дуже рідко промишляють на смітниках або риються в смітті.